# Loki Software
Loki Software (a volte detta anche Loki Games o Loki Entertainment Software) è stata una società sviluppatrice di videogiochi con sede a Tustin, in California, negli Stati Uniti d'America, specializzata nel portare giochi pubblicati per Microsoft Windows su sistemi operativi Linux.
Il nome è ispirato dalla divinità norrena Loki. La società è stata costretta a chiudere a causa di problemi finanziari, dichiarando fallimento nel 2001 e cessando definitivamente l'attività nel gennaio 2002.

## Storia
La società venne creata il 9 novembre 1998 da Scott Draeker, un ex avvocato che si è interessò di portare videogiochi per Linux dopo essere stato introdotto nel sistema attraverso la sua professione, occupandosi di questioni relative a licenze per software. Nel dicembre dello stesso anno Loki aveva ottenuto i diritti per produrre un porting per Linux di Civilization: Call to Power della Activision; esso avrebbe dovuto essere il primo vero prodotto della società, ed essere venduto nel maggio 1999.
Da allora furono stipulati contratti per molti altri titoli, come ad esempio Myth II: Soulblighter, Railroad Tycoon, ed Eric's Ultimate Solitaire. Tuttavia il fallimento e la chiusura decretarono la fine della società nel 2001 e la cessazione di altri progetti, che pure erano in corso d'opera.

## Giochi pubblicati
- Civilization: Call to Power
- Descent 3
- Descent 3: Mercenary (espansione per Descent 3)
- Eric's Ultimate Solitaire
- Heavy Gear II
- Heavy Metal: F.A.K.K.²
- Heretic II
- Heroes of Might and Magic III: The Restoration of Erathia
- Kohan: Immortal Sovereigns
- MindRover
- Myth II: Soulblighter
- Prey
- Postal Plus
- Railroad Tycoon II Gold Edition
- Quake III Arena
- Rune
- Rune: Halls of Valhalla (espansione per Rune)
- Sid Meier's Alpha Centauri Planetary Pack (raccolta con l'espansione Alien Crossfire)
- Sim City 3000 (Unlimited/World Edition)
- Soldier of Fortune
- Tribes 2
- Unreal Tournament

## L'eredità
La Loki è stata una delle prime aziende a dedicarsi esclusivamente ai videogiochi per Linux, e ha apportato significativi contributi nel campo; ha sviluppato infatti diversi strumenti di software libero, come ad esempio un proprio installer (noto come Loki Setup), e ha sostenuto lo sviluppo di Simple DirectMedia Layer. Ha anche iniziato il plavoro al progetto delle librerie audio OpenAL (ora gestito da Creative Technology e Apple Inc) e ha scritto GtkRadiant insieme a id Software, programmi ritenuti fondamentali per lo sviluppo di videogiochi per linux. La società ha anche lavorato su ed estese diversi strumenti già sviluppati, come il GCC e GDB. Il libro Programming Linux Games della Loki Software e John R. Hall è stato riconosciuto come uno buon esempio di tutorial per la programmazione con Simple DirectMedia Layer. Molti strumenti gratuiti creati dalla società sono ancora attivamente utilizzati e in fase di sviluppo, spesso da ex dipendenti della società, molti di loro sono andati a lavorare per altre società nel campo dell'informatica e dei videogiochi per Linux.
Frank C. Earl ha affermato di detenere i diritti di porting per l'intera serie di Myth ed ha dichiarato di volerla rendere disponibile per GNU/Linux. Kevin Bentley dichiarò nel 2009 di star lavorando ad una versione di Descent 3 per Linux - gioco poi effettivamente distribuito in precedenza da Loki - mostrando parte del suo lavoro sul suo canale di YouTube. Il 16 ottobre 2011, Project Magma ha pubblicato una nuova versione di Myth II: Soulblighter.
Nicholas Vining, che ha anch'egli collaborato alle attività di porting, è attualmente il capo programmatore di Gaslamp Games, che nel 2010 annunciò la pubblicazione prossima del gioco Dungeons of Dredmor per Linux. Sam Lantinga lavoro per Blizzard Entertainment e dopo fondò la Galaxy Gameworks, per sostenere commercialmente lo sviluppo di Simple DirectMedia Layer, successivamente è entrato a far parte della Valve Software, come programmatore per Linux.

### Altre società
Dopo la chiusura della società, molti ex dipendenti nella stessa hanno comunque contunuato a lavorare nel settore; dopo il fallimento di Loki Michael Simms creò la Tux Games nel 2000; Mike Phillips - un ex dipendente della Loki - ebbe un ruolo importante nella creazione della società Linux Game Publishing, costituita nel 2001 dopo la chiusura di Loki. Quest'ultima riuscita ad acquisire i diritti di MindRover e ad offrire una versione supportata ed aggiornata del porto Linux del gioco. id Software per lo sviluppo della versione Linux di Quake III Arena, assunse Timothee Besset; quest'ultimo è stato poi anche responsabile per il porting alcuni dei prodotti più recenti della Id per Linux.
Running with Scissors, per festeggiare l'uscita del film Postal nel 2007, l'anno seguente pubblicò come freeware una versione per linux di Postal 2, contenente solo la parte multiplayer del gioco, non la modalità per il gioco singolo. Nel 2004, Human Head Studios ha rilasciato il codice sorgente di Rune, ma ad oggi la versione per Linux non risulta aggiornata, sebbene la società abbia dichiarato nel 2012 di voler dare un seguito al gioco. e di aver ritardato lo sviluppo di Prey 2.

### Siti web
L'attività della software house ha ispirato altri soggetti a continuare a lavorare a progetti di porting settore videoludico per Linux. Ryan C. Gordon, un ex dipendente di Loki, ha creato il sito icculus.org ed ha continuato nell'attività di porting di diversi giochi per Linux e Mac OS X e di molti giochi commerciali, dopo la scomparsa della società.
Infine, presso il sito web Linux installers for linux gamers, è possibile reperire via download diversi installatori realizzati dalla Loki per consentire l'installazione di giochi - anche di edizioni diverse da quelle pubblicate dalla società - sui moderni sistemi operativi.